# Kurixalus baliogaster
Kurixalus baliogaster es una especie de anfibio de la familia Rhacophoridae. Habita en Laos y Vietnam entre los 700 y 1000 m de altitud. Esta especie está en peligro de extinción por la pérdida de su hábitat natural.